# Láhkunjoaskejohka
Láhkunjoaskejohka is een rivier annex beek, die stroomt in de Zweedse  gemeente Kiruna. De rivier ontstaat op de noordelijke hellingen van bergen langs de vallei van de Kummarivier. De rivier stroomt naar het noorden en stroomt na drie kilometer in die rivier.
Afwatering: Láhkunjoaskejohka → Kummarivier → Könkämärivier →  Muonio → Torne → Botnische Golf